# Kroatië op het Eurovisiesongfestival 2000
Kroatië nam deel aan het Eurovisiesongfestival 2000 in Stockholm, Zweden. Het was de 8ste deelname van het land op het Eurovisiesongfestival. De selectie verliep via het jaarlijkse Dora. HRT was verantwoordelijk voor de Kroatische bijdrage voor de editie van 2000.

## Selectieprocedure
De nationale finale werd gehouden in de HRT-studio's in Opitija op 19 februari 2000.
In totaal deden er 26 artiesten mee aan deze finale en de winnaar werd gekozen door televoting.

| Volgorde | Artiest             | Lied                          | Plaats | Punten |
| -------- | ------------------- | ----------------------------- | ------ | ------ |
| 1        | Zorana Šiljeg       | "Mogla bih te voljeti"        | 13     | 14     |
| 2        | Boris Novković      | "Oprostit' ćemo sve"          | 11     | 33     |
| 3        | Andrea Bošnjak      | "Vjerujem ti sve"             | 23     | 0      |
| 4        | Izabela & Stijene   | "Sama među zvijezdama"        | 18     | 8      |
| 5        | Dea                 | "I want to fly"               | 20     | 4      |
| 6        | Alen Vitasović      | "Ja ne gren"                  | 9      | 63     |
| 7        | Tajna veza          | "Samo ti i ja"                | 23     | 0      |
| 8        | Giuliano            | "Srna i vuk"                  | 3      | 160    |
| 9        | Josip Katalenić     | "Put u raj"                   | 10     | 44     |
| 10       | Renata Sabljak      | "Za tebe živjeti"             | 15     | 13     |
| 11       | Tina & Nikša        | "Nikome nije dobro kao nama"  | 12     | 30     |
| 12       | Minea               | "Što bi mi"                   | 16     | 12     |
| 13       | Two much            | "Oblake sada pokreni"         | 18     | 8      |
| 14       | Severina            | "Daj mi daj"                  | 8      | 64     |
| 15       | Dogan Family        | "Kad se voli"                 | 17     | 11     |
| 16       | Cronika             | "Hrvatska rapsodija"          | 5      | 101    |
| 17       | Teens               | "Hajde reci što"              | 4      | 116    |
| 18       | Vanna               | "Kao rijeka"                  | 2      | 164    |
| 19       | Vesna Pisarović     | "Ja čekam noć"                | 6      | 90     |
| 20       | Goran Karan         | "Ostani"                      | 1      | 172    |
| 21       | Anita Horvatić      | "Dobro, bolje, najbolje"      | 23     | 0      |
| 22       | Alen Nižetić        | "Hrabro srce"                 | 20     | 4      |
| 23       | Jozefina & Trio Rio | "Love Me Tonight"             | 22     | 3      |
| 24       | Putokazi            | "Helleya, planet Nova Zemlja" | 6      | 90     |
| 25       | Joy                 | "Baby"                        | 13     | 14     |
| 26       | Vesna Ivić          | "Idi"                         | 23     | 0      |

## In Stockholm
In Zweden moest Kroatië optreden als 17de van 25 deelnemers, net na Zwitserland en voor Zweden. Op het einde van de puntentelling bleken ze op een 9de plaats te zijn geëindigd met 70 punten. 
België en Nederland hadden geen punten over voor deze inzending.

### Gekregen punten

#### Finale
| 12 punten | 10 punten                   | 8 punten                         | 7 punten | 6 punten                                         |
| --------- | --------------------------- | -------------------------------- | -------- | ------------------------------------------------ |
|           | - Noord-Macedonië - Rusland | - Frankrijk - Roemenië - Turkije |          | - Duitsland - Finland - Oostenrijk - Zwitserland |
| 5 punten  | 4 punten                    | 3 punten                         | 2 punten | 1 punt                                           |
|           |                             |                                  | - Spanje |                                                  |

### Punten gegeven door Kroatië

#### Finale
Punten gegeven in de finale:
| 12 punten | Rusland             |
| 10 punten | Noord-Macedonië     |
| 8 punten  | Malta               |
| 7 punten  | Roemenië            |
| 6 punten  | Estland             |
| 5 punten  | Ierland             |
| 4 punten  | Verenigd Koninkrijk |
| 3 punten  | Cyprus              |
| 2 punten  | Nederland           |
| 1 punt    | Duitsland           |